# El viejo músico (Manet)
El viejo músico (en el original en francés, Le vieux musicien) es una pintura de 1862 del pintor francés Édouard Manet. En este momento, Manet fue influenciado por el arte español. Pintada al óleo sobre lienzo, la obra también sugiere la influencia de Gustave Courbet. Con una altura de 187,4 cm y un ancho de 248,3 cm, la obra es una de las pinturas más grandes de Manet y una de las principales de su primera etapa. Está en la colección de la Galería Nacional de Arte en Washington D. C..

## Descripción
Durante el reinado de Napoleón III, París cambió radicalmente bajo la dirección de Haussman. Este progreso afectó a grandes grupos de personas, cuyos barrios pobres fueron demolidos para dar paso a los amplios bulevares, modernos inmuebles y mansiones burguesas. Aunque Millet ya había representado campesinos pobres, Manet fue uno de los primeros en representar a la clase baja urbana.
La imagen muestra siete figuras harapientas ante un paisaje. De hecho, la mayoría de las personas son reales, que Manet captó en "un barrio marginal pintoresco" de los suburbios parisinos, probablemente el de Petite Pologne cercano a su estudio. El anciano músico en el centro, sentado sosteniendo el violín, es Jean Lagrène, patriarca de una banda “gitana” instalada en París. Después de resultar herido en una obra de construcción, trató de mantener a su familia como organillero y modelo de artistas. Posó con éxito, como lo demuestran los numerosos cuadros y fotografías de él, y durante un tiempo fue considerado uno de los gitanos más famosos de París. Detrás de él, a la derecha, hay un hombre con sombrero de copa que es el trapero y ferretero alcohólico Colardet. Un anciano con una larga túnica oriental y un turbante se puede ver de perfil recortado en el borde derecho de la imagen. Se trata de Guéroult, un judío anciano de barba blanca, que representa la figura arquetípica del judío errante. Su posición en el borde de la imagen ilustra su papel como un extraño. A la izquierda se encuentra una niña descalza con un bebé en brazos. Dos niños se paran muy juntos entre ella y el viejo músico. Las vestimentas y el porte recuerdan al estilo de Diego Velázquez o Louis Le Nain.
Impasibles y silenciosos, todos permanecen en primer plano con un desapego neutral, sin interactuar, pareciendo igualmente desconectados entre sí y con el entorno. El niño de oscuro y el trapero miran al músico, pero este mira al frente, más allá del espectador. Este vacío emocional se sintió "moderno" en su época.
En el cuadro se observan varias alusiones: el hombre del sombrero de copa es el mismo que el de El bebedor de absenta, también pintado por Manet unos años antes, y que reaparece aquí sin ningún motivo concreto. El niño del sombrero de paja está explícitamente inspirado en el Gilles de Antoine Watteau y el mismo músico anciano recuerda al Menipo velazqueño; la obra puede verse como una serie de citas independientes pintadas en el mismo lienzo.

## Procedencia
La pintura permaneció en su poder hasta la muerte de Manet. En la subasta de bienes de Manet los días 4 y 5 de febrero de 1884 en la casa de subastas Hôtel Drouot, figuraba en el catálogo con el número de lote 9, pero fue retirado por la familia. Posteriormente pasó a la colección de Gaston-Alexandre Camentron. El marchante de arte Paul Durand-Ruel adquirió la pintura en 1897 y la revendió en 1904 al coleccionista de arte Alexandre Louis Philippe Marie Berthier. Hacia 1912 el cuadro estaba en la colección de PR Pearson en París. En 1913, la Galería Estatal de Austria compró la pintura de la galería de Hugo Arnot en Viena. El museo intercambió el cuadro por otros dos cuadros en 1923. Estas fueron las obras Marietta de Camille Corot y Bañistas de Pierre-Auguste Renoir. Después de eso, la obra regresó a París y fue ofrecida por la Galerie Barbazanges (Galería Barbazanges-Hodebert). En la exposición de Manet en 1928 en la Galería Matthiesen de Berlín, el prestamista fue “Mr. Hodeber, París”. A través de la Galería Étienne Bignou en París y el comerciante de arte Alex Reid & Lefèvre en Londres, la imagen ingresó a la colección del coleccionista Chester Dale en Nueva York en 1930. Donó la pintura de Manet, junto con otras obras de su colección, a la Galería Nacional de Arte de Washington en 1963. Combinó la fundación con el requisito de que las pinturas, incluido El viejo músico, se dejen en el museo de forma permanente y no se presten a otros museos.